# Vane Pennell
Vane Pennell (Kensington, 16 de agosto de 1876 - Bournemouth, 17 de junho de 1939) foi um atleta inglês que competiu em provas de raquetes e jeu de paume pela Grã-Bretanha.
Apesar de um difícil início de carreira esportiva, no qual foi até recusado em um time universitário, Vane dedicou-se ao tênis e suas variações, participando de campeonatos, sendo finalista por sete vezes e campeão mundial no jeu de paume. Pennel é o detentor de uma medalha olímpica, conquistada na edição britânica, os Jogos de Londres, em 1908. Nesta ocasião, saiu-se campeão da prova de duplas ao lado de John Jacob Astor, após superar os compatriotas Cecil Browning e Edmund Bury e Evan Noel e Henry Leaf. Nessa mesma edição, competiu ainda no jeu de paume, no qual terminou em quinto lugar por equipes. Essa foi a primeira e última edição de ambos os esportes nos Jogos Olímpicos. Após esse período, dedicou-se ao hóquei no gelo, esporte pelo qual novamente representou a Grã-Bretanha, como capitão, dessa vez em um confronto com a França.